# Dusona scalprata
Dusona scalprata är en stekelart som beskrevs av Horstmann 2004. Dusona scalprata ingår i släktet Dusona och familjen brokparasitsteklar. Inga underarter finns listade i Catalogue of Life.